# Phát xạ proton
| - Không (đồng vị bền) - Phân rã beta - Phát xạ proton | - Phát xạ neutron - Phân rã alpha - Phân hạch tự phát |

- Phát xạ positron hoặc bắt giữ electron

Phát xạ proton (còn được gọi là phóng xạ proton, tiếng Anh: proton emission) là một loại phân rã phóng xạ trong đó một proton được phóng ra từ một hạt nhân.

## Hiện tượng
Phát xạ proton là hiện tượng hiếm gặp. Những quan sát được cho thấy nó có thể xảy ra trong hai trường hợp:
1. Từ một hạt nhân ở trạng thái kích thích vùng năng lượng cao sau một phân rã beta, và quá trình này được gọi là phát xạ proton beta trễ (beta-delayed proton emission);
2. Từ trạng thái cơ bản, hoặc một đồng phân ở vùng thấp, của hạt nhân giàu proton, và quá trình này rất tương tự như phân rã alpha.

Đối với proton để thoát khỏi hạt nhân, thì năng lượng tách proton phải có giá trị âm, dẫn đến nó không bị ràng buộc, và có thể theo hiệu ứng đường hầm ra khỏi nhân trong một thời gian hữu hạn.
Phát xạ proton không gặp trong đồng vị tự nhiên. Nó có thể xảy ra thông qua các phản ứng hạt nhân, thường là sử dụng máy gia tốc hạt tuyến tính linac.

## Thuật ngữ
Theo cách diễn đạt của tiếng Việt về phân rã alpha (alpha decay) và phân rã beta (beta decay), thì hiện tượng một proton được phóng ra từ một hạt nhân cần được diễn đạt là phân rã proton. Tuy nhiên trong văn liệu nước ngoài thì hiện tượng này được gọi trong tiếng Anh là Proton emission, tiếng Đức là Protonenemission.
Thuật ngữ tiếng Anh Proton decay hay tiếng Đức Protonenzerfall, dịch nghĩa là phân rã proton, lại được dùng cho phản ứng dự đoán về biến đổi có thể của proton tự do ra một positron {\displaystyle {\hbox{e}}^{+}} và một pion trung hòa {\displaystyle {\hbox{π}}^{0}}
{\displaystyle {\hbox{p}}^{+}\;\rightarrow \;{}{\hbox{e}}^{+}\;+{\hbox{π}}^{0}}

## Lịch sử phát hiện
Năm 1970 phát xạ proton được K. Jackson quan sát lần đầu tiên vào trên hạt nhân Co-53m. Hạt nhân này phân tách trực tiếp thành Fe-52 với sự phân rã ra một proton, thay vì phân rã β+ thành Fe-53 như mong đợi. Quá trình phân rã hạt nhân kép với xác suất 1,5% là phát xạ proton, và 98,5% là phân rã β+.
Năm 1981 một phát xạ proton khác được S. Hofmann quan sát thấy trên hạt nhân Lu-151, được thực hiện tại máy gia tốc tuyến tính tổng quát UNILAC (Universal Linear Accelerator) ở Darmstadt.
Sau đó quan sát được các hạt nhân Tm-147, Tm-147m và Lu-150, cũng như Cs-113 và I-109, được xác định là các chất phát proton, với loại phân rã chính của chúng vẫn là phân rã β+. 
Về sau có 95 phát xạ proton như vậy đã được phát hiện.